# Košický region

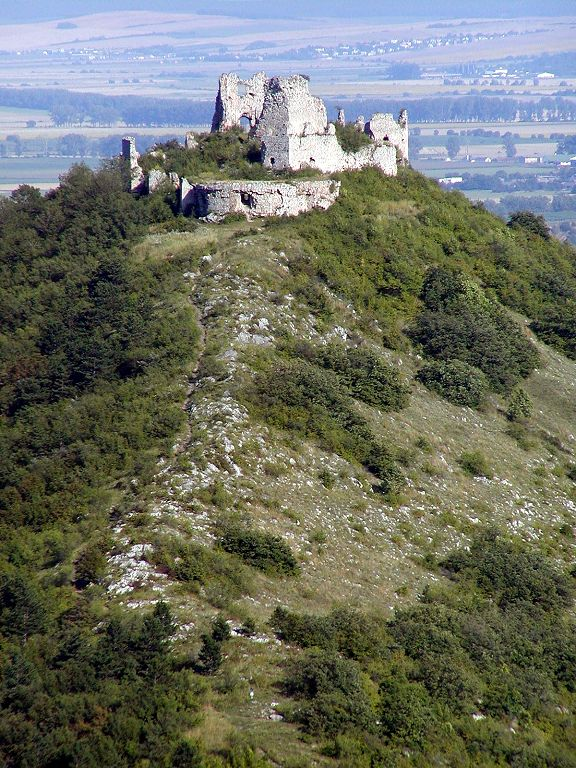
Turňanský hrad

Košický region (cestovního ruchu), v některých textech Košice a okolí nebo Abov, je slovenský region a region cestovního ruchu. Odpovídá zhruba části Abovsko-turňanské župy, která roku 1918 připadla Československu.
Jak region cestovního ruchu oficiálně zahrnuje:
- Okres Košice I
- Okres Košice II
- Okres Košice III
- Okres Košice IV
- Okres Košice-okolí

## Dějiny od roku 1918
V roce 1918 (potvrzeno Trianonskou smlouvou r. 1920) se severní část Abovsko-turňanské župy stala součástí Československa a jižní část Maďarska. Abovsko-turňanská župa na československém území dále existovala až do 31. 12. 1922, kdy se stala součástí Košické župy a několik vesnic Podtatranské župy, které zanikly v roce 1928.
Během 2. světové války byla většina československé části Abova obsazena Maďarskem a připojena k tamní župě Abaúj-Torna s centrem v Košicích. Po skončení války byly obnoveny předválečné hranice. V současnosti je region součástí Košického kraje.

## Ekonomika
Po ekonomické stránce patří region v současnosti mezi bohatší slovenské regiony, je to však zejména zásluhou Košic.

## Turistický ruch
- Mezi zajímavosti slovenského Abova patří město Košice, Zádielska soutěska a Turnianský hrad.
- Na koupání lze využít gečovské štěrkoviště poblíž Čaně či teplý pramen ve Vyšné Myšli.
- Na turistiku jsou zajímavé Slanské vrchy a Volovské vrchy.
  - Atraktivní v Slanských vrších jsou hlavně jezera Izra a Malá Izra.
- Herľany:
  - Nachází se zde studenovodní Herlianský gejzír. V minulosti to bylo významné léčebné středisko (během Rakousko-Uherska dokonce na úrovni Piešťan či Trenčianských Teplic).

## Národnosti
V současnosti převažují v slovenské části Abova Slováci. Maďaři tvoří asi 9 % obyvatelstva.